# Tchaj-wan na Letních olympijských hrách 2016
Tchaj-wan se účastnil Letní olympiády 2016.

## Medailisté
| Medaile | Jméno                                   | Sport       | Soutěž       |
| ------- | --------------------------------------- | ----------- | ------------ |
| Zlato   | Sü Šu-ťing                              | Vzpírání    | Ženy 53 kg   |
| Bronz   | Le Chien-ying Lin Shih-chia Tan Ya-ting | Lukostřelba | Družstvo žen |
| Bronz   | Kuo Sing-čchun                          | Vzpírání    | Ženy 58 kg   |